# Samstagern
Samstagern ist ein Dorf in der Gemeinde Richterswil in der Schweiz.

## Name
Der Ursprung des Ortsnamens ist nicht belegt. Man vermutet, dass das Toponym ursprünglich einen Ort bezeichnete, der für die Samstagstätigkeit genutzt wurde oder auf der man sich für die Samstagtätigkeit traf.

## Geographie
Die Ortschaft wird durch die Autobahn A3 von Richterswil getrennt. Die Bevölkerungszahl beträgt 3'160 Einwohner (Stand: 31. Dezember 2018), mit weiter steigender Tendenz. Samstagern ist ein Strassendorf. In Samstagern gibt es ausserdem einige Bauernbetriebe, die vor allem am Rand des Dorfes liegen. Die restlichen Häuser sind in Siedlungen angelegt, zum Beispiel Grüenfeld, Haslenzopf, Zopfschmitten, Bärenbrüggli und Ribelrain.

## Verkehr

Bahnhof Samstagern, 1. Dezember 1963

Samstagern ist sehr gut an das Verkehrsnetz angeschlossen. Die Südostbahn (SOB) fährt regelmässig nach Einsiedeln, Wädenswil (S13) und Pfäffikon SZ (–Rapperswil SG) (S40). Morgens und abends verkehren einzelne Züge nach Arth-Goldau und Romanshorn. Busse fahren nach Pfäffikon (Seedamm-Center) und nach Richterswil. Letzterer wird zu einem Grossteil von Schülern benutzt.

## Schule
Es gibt in Samstagern nur eine Primarschule, das neue Schulhaus wurde Ende 2005 fertiggestellt. Die höheren Schulstufen werden in Richterswil besucht.

## Kirche
In Samstagern steht an der Bergstrasse die 2012 errichtete römisch-katholische Kirche St. Marien. Sie ersetzte eine Marienkapelle aus dem Jahr 1938 und ist derzeit (Stand 2014) die jüngste römisch-katholische Kirche im Kanton Zürich.
1995 hat die Kirche Jesu Christi der Heiligen der Letzten Tage (Mormonen) am Schwandenweg 1 ein Kirchgemeindehaus errichtet und etwa 2005 erweitert.

## Persönlichkeiten
- Walter F. Oberholzer (1926–2016), Petrograph, Professor und Konservator der Mineralogisch-Petrographischen Sammlung an der ETH Zürich